# Smedsbölesändaren
Smedsbölesändaren är en radio- och TV-sändare i Sund på Åland. Masten sänder ut analoga TV-sändningar av SVT1 och SVT2 samt en kanal med blandad finlandssvensk TV.
Radiomasten sänder Ålands Radio, SR P1, Sveriges Radio P2, Sveriges Radio P3 och Sveriges Radio P4 samt Yle Vega, Yle X3M och Yle Radio Suomi (finskspråkig).